# 汽車型號
汽车型号是指汽車制造商給自家公司销售以及生產的同系列汽车所起的名称，相同系列汽車的技术、配置、外观都有些相似。大部分汽車型号名称都带有公司商标。